# Pitho anisodon
Pitho anisodon är en kräftdjursart som först beskrevs av von Martens 1872.  Pitho anisodon ingår i släktet Pitho och familjen Tychidae. Inga underarter finns listade i Catalogue of Life.